# Gilbert (Virgínia de l'Oest)
Gilbert és una població dels Estats Units a l'estat de Virgínia de l'Oest. Segons el cens del 2000 tenia 417 habitants.

## Demografia
Segons el cens del 2000, Gilbert tenia 417 habitants, 187 habitatges, i 120 famílies. La densitat de població era de 157,8 habitants per km².
Dels 187 habitatges en un 27,8% hi vivien nens de menys de 18 anys, en un 50,3% hi vivien parelles casades, en un 10,7% dones solteres, i en un 35,8% no eren unitats familiars. En el 31,6% dels habitatges hi vivien persones soles el 15,5% de les quals corresponia a persones de 65 anys o més que vivien soles. El nombre mitjà de persones vivint en cada habitatge era de 2,23 i el nombre mitjà de persones que vivien en cada família era de 2,82.
Per edats la població es repartia de la següent manera: un 20,9% tenia menys de 18 anys, un 6,7% entre 18 i 24, un 28,5% entre 25 i 44, un 27,1% de 45 a 60 i un 16,8% 65 anys o més.
L'edat mediana era de 43 anys. Per cada 100 dones de 18 o més anys hi havia 90,8 homes.
La renda mediana per habitatge era de 29.219 $ i la renda mediana per família de 32.250 $. Els homes tenien una renda mediana de 38.750 $ mentre que les dones 25.938 $. La renda per capita de la població era de 20.219 $. Entorn de l'11,7% de les famílies i el 15,5% de la població estaven per davall del llindar de pobresa.

## Poblacions més properes
El següent diagrama mostra les poblacions més properes.